# Alfred Vocke
Alfred Vocke (* 24. April 1886 in Breslau; † 18. Februar 1944 ebenda) war ein deutscher Bildhauer und Medailleur.

## Leben
Vocke erhielt seine Ausbildung an der  Staatlichen Akademie für Kunst und Kunstgewerbe Breslau. Seit 1923 Professor an der Staatlichen Kunstakademie Kassel. Ab dem 1. Oktober 1933 war er Professor an den Vereinigten Staatsschulen für Freie und Angewandte Kunst in Berlin, dort wurde er 1937 wegen jüdischer Herkunft seiner Ehefrau entlassen. Aus demselben Grund wird ihm die Mitgliedschaft in der Reichskammer der bildenden Künste verwehrt; durch Protektion von Hugo Lederer wird er am 24. Mai 1938 dennoch ausnahmsweise in die Reichskammer der bildenden Künste aufgenommen.
Er unterrichtete unter anderem Hedwig Bollhagen, Kurt Lehmann, Karl Walter Schmidt, Ernst Thomann. Im  Februar 1944 starb Alfred Vocke im Alter von 57 Jahren.

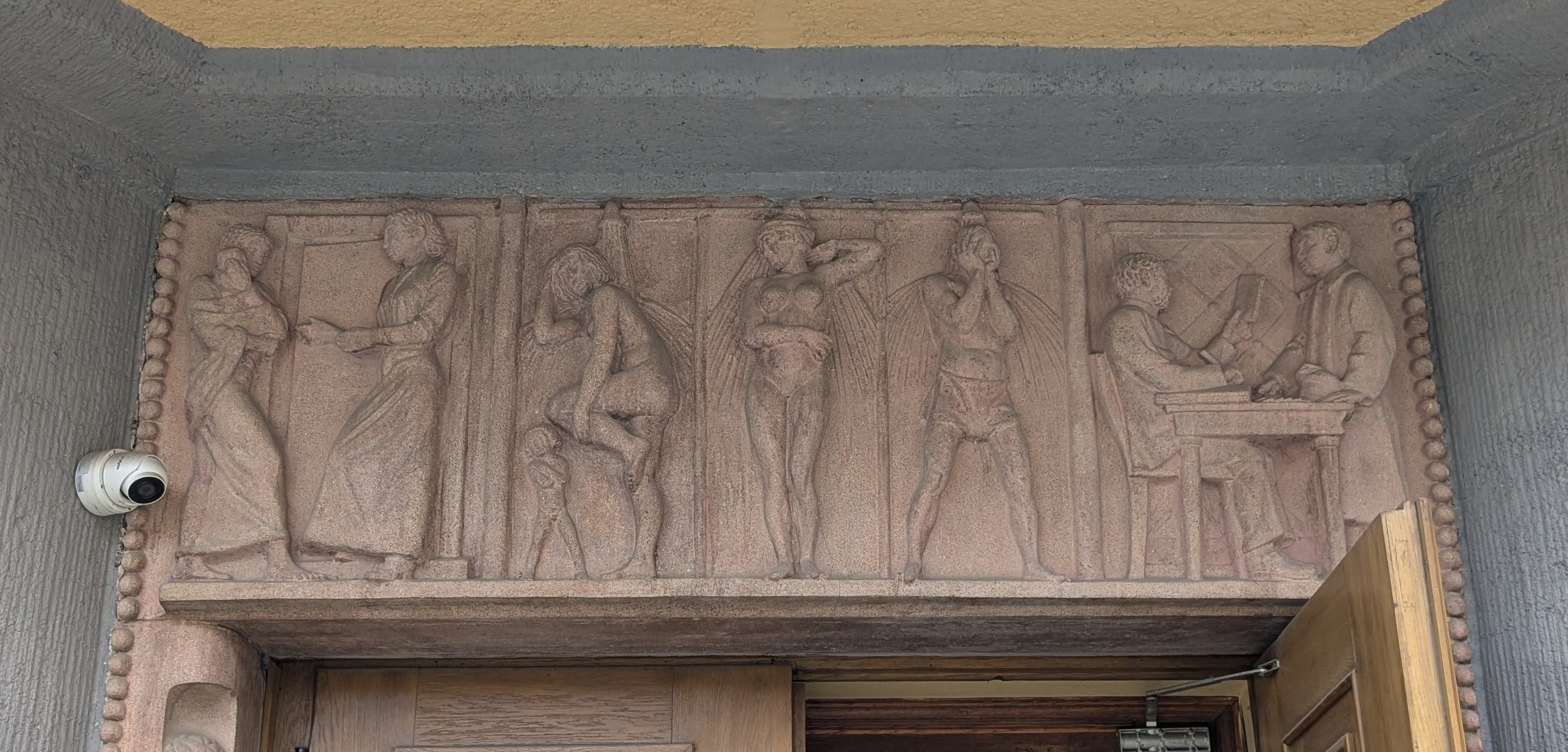
Relief von Alfred Vocke: Frau mit einem Kind auf dem Arm, Badende und einen Steuereintreiber, Stadtbad Breslau von Max Berg

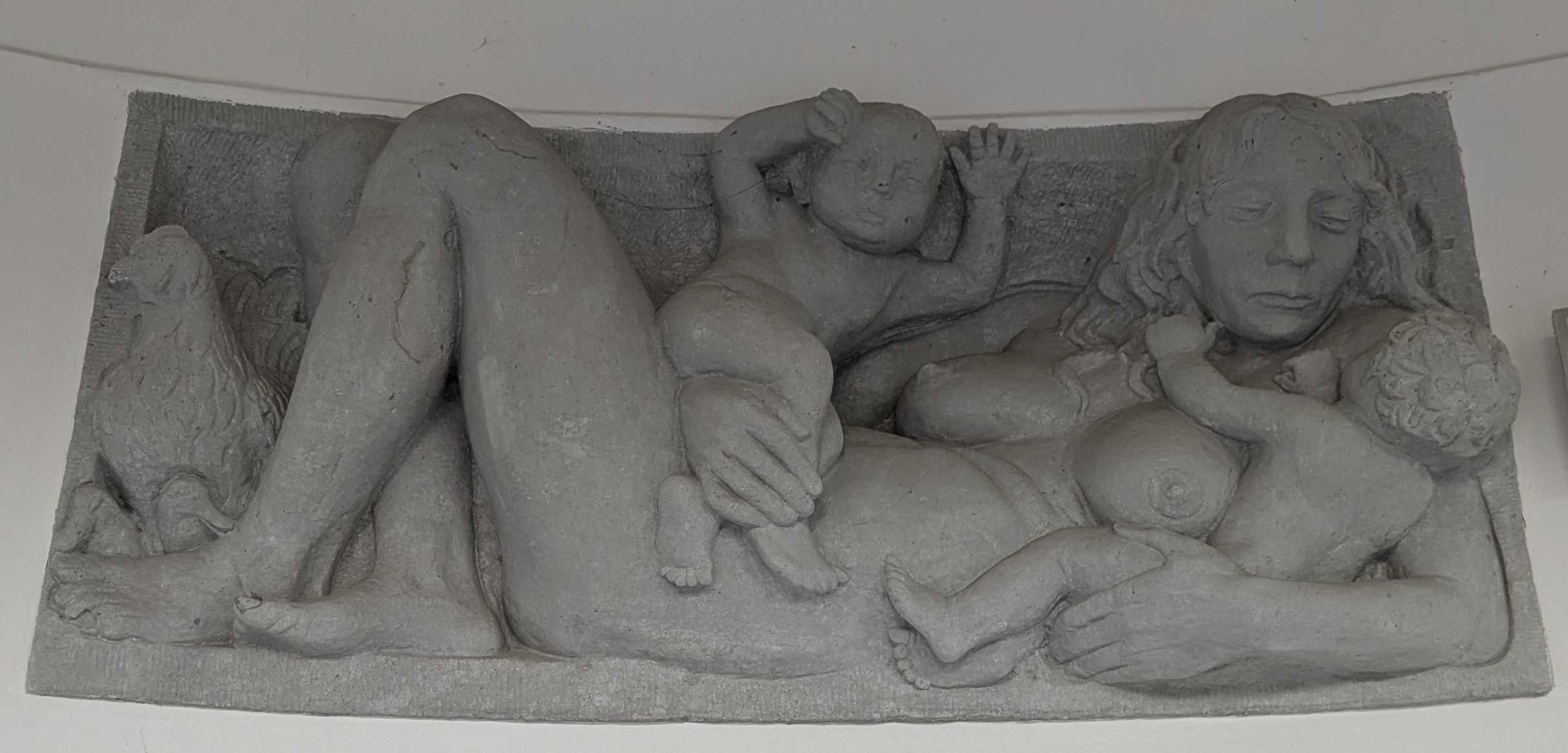
Mutter mit Zwillingen, Relief im Eingangsbereich des ehem. Säuglingsheim Breslau

## Tätigkeit als Medailleur

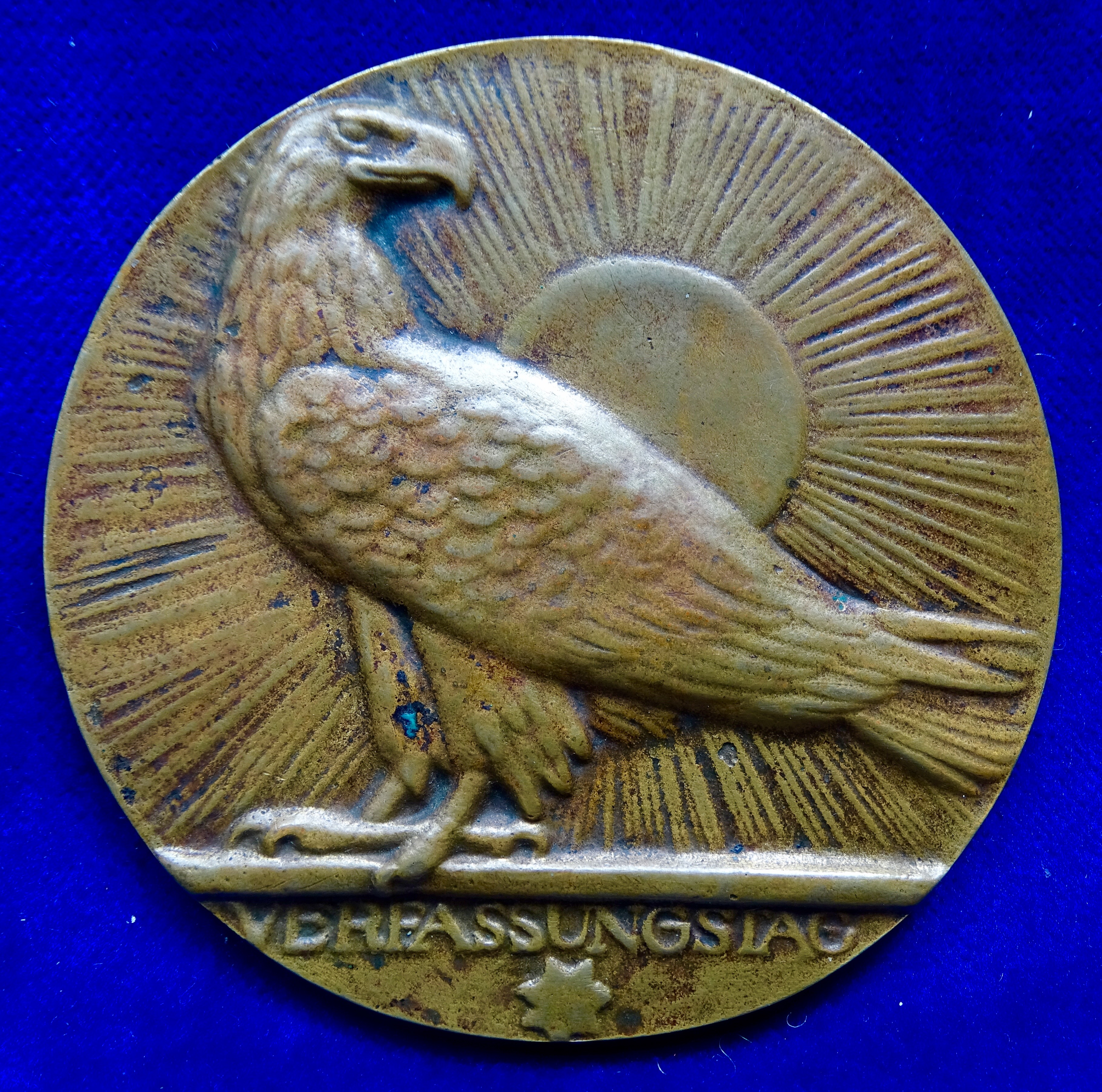
Ehrenpreis des Reichspräsidenten 1929 zum Verfassungstag, Vorderseite.

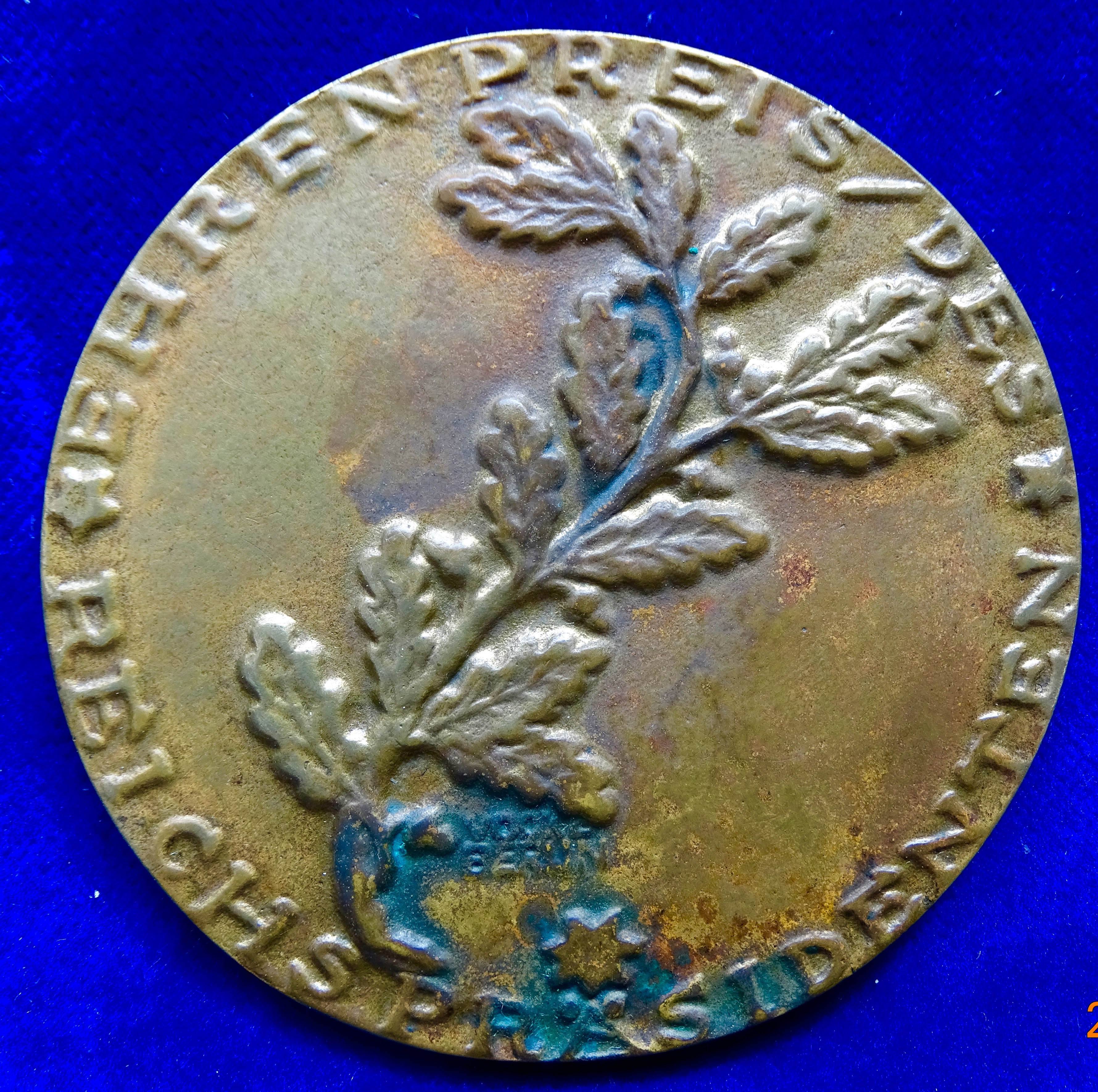
Ehrenpreis des Reichspräsidenten 1929 zum Verfassungstag, Rückseite.

- 1929 Preismedaille des Reichspräsidenten Paul von Hindenburg zum 10-jährigen Jubiläum der Weimarer Verfassung.

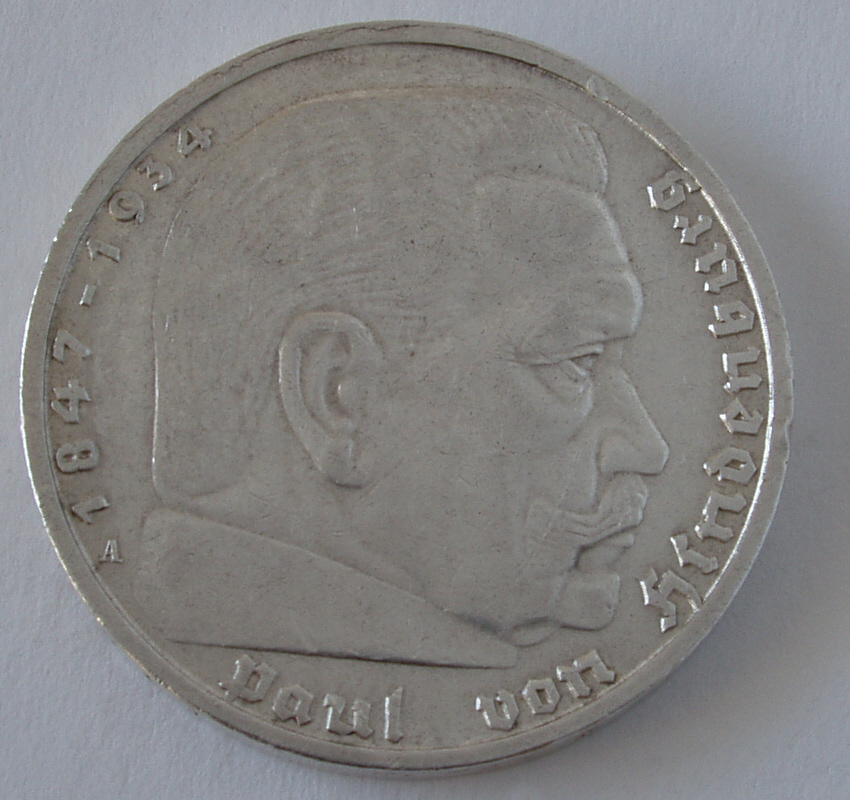
5 Reichsmark, 1938

Die Münzstätte Berlin prägte folgende Münzen unter seiner Mitwirkung:
- Das Zwei- und Fünfmarkstück 1934 Potsdamer Garnisonkirche mit Datum 21. März 1933. („Der Tag von Potsdam“; Zusammenkunft des Reichstages, desgleichen diese Münzen auch ohne Datum).
- Die Zwei- und Fünfmarkstücke (Jäger 367) von 1935 bis 1939 mit dem Brustbild von Paul von Hindenburg, zusammen mit dem Medailleur Franz Krischker. Diese Münzen tragen die Randschrift „Gemeinnutz geht vor Eigennutz“.

Diese Silbermünzen waren bis zum Ende des Zweiten Weltkrieges in Deutschland im Umlauf und wurden weitgehend gehortet.

## Werke (Auswahl)
- Schlafende (kleine Bronzeplastik)[2]
- Kortum-Medaille der Stadt Bochum zum 100. Todestag 1924 von Carl Arnold Kortum
- Brunnenfigur und die Reliefplatten für den Bochumer Jobsbrunnen[3]
- Arbeiterstandbilder (Halle, 1934)[4]
- Hängeleuchter als Gedenkmal für vier Gefallene des Ersten Weltkriegs (Entwurf) in der ev. Kirche zu Leckringhausen (Landkreis Kassel)